# Антонио Пицония
Антонио Пицония (на португалски: Antonio Pizzonia) e бразилски автомобилен състезател от Формула 1, роден на 11 септември 1980 година в Манауш, Бразилия. Има 20 старта и осем точки в световния шампионат.